# Fußball-Westasienmeisterschaft 2008
| Fußball-Westasienmeisterschaft 2008 LG WAFF Championship, IR Iran 2008™ |                           |
| Anzahl Nationen                                                         | 6 Endrundenteilnehmer     |
| Austragungsort                                                          | Iran                      |
| Eröffnung                                                               | 7. August 2008            |
| Endspiel                                                                | 15. August 2008           |
| Spiele                                                                  | 9                         |
| Tore                                                                    | 26 (2,8 pro Spiel)        |
| Torschützenkönig                                                        | Kianoush Rahmati (3 Tore) |

Die Fußball-Westasienmeisterschaft 2008 (offiziell: LG WAFF Championship, IR Iran 2008) wurde vom 7. bis zum 15. August 2008 in der iranischen Hauptstadt Teheran ausgetragen. Sechs Mannschaften traten in der von der West Asian Football Federation (WAFF) ausgerichteten Endrunde an, um den Westasienmeister zu ermitteln.
Ursprünglich sollte das Turnier im Libanon ausgespielt werden, aufgrund der innenpolitischen Lage ist jedoch der Iran nach 2004 wieder Gastgeber des Turniers.
Neben den Mitgliedsstaaten des WAFF werden auch die persischen Golfstaaten Oman und Katar, die zu dieser Endrunde eingeladen wurden, an dem Turnier teilnehmen. Die Mannschaften Libanons und des Irak zogen ihre Teilnahme noch vor der Auslosung der Gruppen aus dem Turnier zurück.
Die Spielstätten waren das Takhti-Stadion (Teheran, Kapazität: 30.000) und das im Jahr 1973 erbaute Nationalstadion Irans, das Azadi-Stadion, welches mit einer Kapazität von 100.000 Zuschauern zu den größten Stadien der Welt zählt.
Gastgeber und Titelverteidiger Iran gewann das Turnier nach einem 2:1 über Jordanien im Finale. Für die Iraner war es der vierte Titel bei dieser Meisterschaft, lediglich die zweite Westasienmeisterschaft (2002) konnte die iranische Mannschaft nicht gewinnen.

## Teilnehmer
Die sechs teilnehmenden Mannschaften wurden in zwei Gruppen mit jeweils drei Mannschaften eingeteilt. In der Gruppenphase spielten die Mannschaften im Liga-System jeweils einmal gegeneinander. Der Gruppensieger und der Zweitplatzierte erreichten das Halbfinale. Die Gewinner der Halbfinalpartien trugen das Endspiel aus. Der dritte Platz wird nicht ausgespielt.
Die Auslosung der Vorrunde fand am 1. Juli 2008 im Sitz der WAFF in Amman, Hauptstadt Jordaniens, statt. Es ergaben sich folgende Gruppen: 
| Gruppe A  | Gruppe B  |
| --------- | --------- |
| Iran      | Syrien    |
| Katar     | Oman      |
| Palästina | Jordanien |

## Spiele und Ergebnisse

### Vorrunde

#### Gruppe A
| Pl. | Land      | Sp. | S | U | N | Tore    | Diff. | Punkte |
| --- | --------- | --- | - | - | - | ------- | ----- | ------ |
| 1.  | Iran      | 2   | 2 | 0 | 0 | 009:100 | +8    | 06     |
| 2.  | Katar     | 2   | 1 | 0 | 1 | 002:600 | −4    | 03     |
| 3.  | Palästina | 2   | 0 | 0 | 2 | 000:400 | −4    | 0      |

|                 |   |           |           |
| 7. August 2008  |   |           |           |
| Iran            | – | Palästina | 3:0 (2:0) |
| 9. August 2008  |   |           |           |
| Palästina       | – | Katar     | 0:1 (0:0) |
| 11. August 2008 |   |           |           |
| Katar           | – | Iran      | 1:6 (0:2) |

#### Gruppe B
| Pl. | Land      | Sp. | S | U | N | Tore    | Diff. | Punkte |
| --- | --------- | --- | - | - | - | ------- | ----- | ------ |
| 1.  | Jordanien | 2   | 1 | 1 | 0 | 003:100 | +2    | 04     |
| 2.  | Syrien    | 2   | 1 | 1 | 0 | 002:100 | +1    | 04     |
| 3.  | Oman      | 2   | 0 | 0 | 2 | 002:500 | −3    | 0      |

|                 |   |           |           |
| 7. August 2008  |   |           |           |
| Syrien          | – | Jordanien | 0:0       |
| 9. August 2008  |   |           |           |
| Oman            | – | Syrien    | 1:2 (0:1) |
| 11. August 2008 |   |           |           |
| Jordanien       | – | Oman      | 3:1 (1:1) |

### Halbfinale
|                 |   |        |           |
| 13. August 2008 |   |        |           |
| Iran            | – | Syrien | 2:0 (1:0) |
| Jordanien       | – | Katar  | 3:0 (1:0) |

### Finale
|                 |   |           |           |
| 15. August 2008 |   |           |           |
| Iran            | – | Jordanien | 2:1 (1:0) |